# Strzałokrzyż

Strzałokrzyż

Strzałokrzyż (węg. Nyilaskereszt) – symbol stworzony na Węgrzech w latach 30. XX wieku, będący znakiem tamtejszej partii faszystowskiej (strzałokrzyżowców). 
Przewodził jej Ferenc Szálasi, były wojskowy. W 1939 roku ugrupowanie to liczyło 500 tys. członków i zdobyło 31 miejsc w wyborach parlamentarnych. Strzałokrzyżowcy rządzili Węgrami od 15 października 1944 do lutego 1945 roku, kiedy to ZSRR zajął terytorium kraju. W czasie swoich krótkich rządów, węgierscy faszyści wysłali 80 tys. Żydów w tzw. „marszach śmierci” w kierunku granicy austriackiej. Po wojnie Szálasi i inni przywódcy strzałokrzyżowców zostali uznani przez węgierskie sądy za zbrodniarzy wojennych. Symbol strzałokrzyża stał się na Węgrzech zabroniony.
Symbol składa się z dwóch czarnych skrzyżowanych strzał wyposażonych w groty na obu końcach, umiejscowionych w białym kole na czerwonym tle. Podobieństwo do układu graficznego hitlerowskiej flagi ze swastyką było w pełni zamierzone przez twórców znaku.
Podobny symbol, crosstar, używany jest przez rasistowski amerykański Ruch Narodowy.